# Payne Haas

a Compétitions nationales et continentales officielles uniquement.

b Matchs officiels uniquement.
Payne Haas, né le 2 décembre 1999 à Paddington (Australie), est un joueur australien de rugby à XIII, évoluant au poste de pilier.
Natif de la banlieue de Sydney dans un contexte familial compliqué, il pratique le rugby à XIII dès son plus jeune âge et attire dès l'adolescence les regards sur lui en étant courtisé par de nombreux clubs. Il fait le choix de s'engager avec les Brisbane Broncos et dispute ses premières rencontres de National Rugby League en 2018. Pilier référence de la NRL, intégré à quatre reprises dans l'équipe type en 2019, 2021, 2022 et 2023, il dispute notamment une finale perdue en 2023 face aux Penrith Panthers.
Parallèlement, il prend part à de nombreuses rencontres au State of Origin, dans la sélection de Nouvelle-Galles du Sud dont il sort victorieux à trois reprises en 2019, 2021 et 2024. Enfin, il connaît également des sélections avec l'équipe d'Australie.

## Biographie

### Enfance autour d'une famille nombreuse - trop vite devenu star de rugby à XIII
Payne Haas a des ascendants d'origine samoane, suisse et philippine. Il naît 2 décembre 1999 à Paddington dans la banlieue de Sydney. Il est issu d'une famille nombreuse, comptant près de dix frères et sœurs. Son frère ainé d'un an, Chace, est devenu tétraplégique sous assistance respiratoire quelques mois avant la naissance de Payne Haas à la suite d'un accident de voiture, laissant ses parents désemparés pour élever leur famille. A 16 ans, Payne Haas est l'objet de convoitises de nombreux clubs de rugby à XIII, sport qu'il pratique depuis son plus jeune âge, et signe pour les Brisbane Broncos. Cet emballement médiatique et financière autour de lui l'amène à des tentations auxquelles il cède - fêtes, drogue, alcool - qui le voit s'éloigner de son noyau familial qui se brise. Ses parents font de leur côté des séjours en prison.
En 2019, à 19 ans, il prend conscience de sa dépendance à l'alcool, y compris avant les entraînements, et décide de trouver un sens à sa vie en se convertissant à l'islam sunnite, déclarant que l'église n'était pas un endroit fait pour lui. Ses premières années en National Rugby League sont une réussite sportive, préservé par l'entraîneur Wayne Bennett, toutefois ses parents connaissent de gros démêlées judiciaires. Sa mère Uiatu Taufua est inculpée d’homicide involontaire après avoir provoqué un accident de la route impliquant trois décès avec délit de fuite en décembre 2022,, et après avoir été reconnue coupable et condamnée à neuf mois de prison pour l'agression de deux agents de sécurité dans un casino quelques mois auparavant. Son père, Gregor Johann Haas, est arrêté aux Philippines et est inculpé de trafic de drogue en Indonésie pour le compte de cartels mexicains, le cartel de Sinaloa, en 2024.
P. Haas connaît toutefois également des soucis disciplinaires, telle une amende 50 000 dollars australiens en 2021 pour une altercation avec intimidation sur des policiers et policières, alors qu'il était alcoolisé. Au tribunal, il exprime des regrets, reconnaissant que son comportement était inacceptable, et présente ses excuses auprès des agents concernés.

## Palmarès
- Collectif : 
  - Vainqueur du State of Origin : 2019, 2021 et 2024 (Nouvelle-Galles du Sud).
  - Finaliste de la National Rugby League : 2023 (Brisbane).

- Individuel :
  - Elu meilleur pilier de la National Rugby League : 2019, 2021, 2022 et 2023 (Brisbane).
  - Elu meilleur débutant de la National Rugby League : 2019 (Brisbane).

### Détails en sélection
| Matchs internationaux de Payne Haas | Matchs internationaux de Payne Haas | Matchs internationaux de Payne Haas | Matchs internationaux de Payne Haas | Matchs internationaux de Payne Haas | Matchs internationaux de Payne Haas | Matchs internationaux de Payne Haas | Matchs internationaux de Payne Haas | Matchs internationaux de Payne Haas | Matchs internationaux de Payne Haas | Matchs internationaux de Payne Haas | Matchs internationaux de Payne Haas |
|                                     | Date                                | Adversaire                          | Résultat                            | Compétition                         | Poste                               | Points                              | Essais                              | Pen.                                | Drops                               |                                     |                                     |
| ----------------------------------- | ----------------------------------- | ----------------------------------- | ----------------------------------- | ----------------------------------- | ----------------------------------- | ----------------------------------- | ----------------------------------- | ----------------------------------- | ----------------------------------- | ----------------------------------- | ----------------------------------- |
| sous les couleurs de l'Australie    |                                     |                                     |                                     |                                     |                                     |                                     |                                     |                                     |                                     |                                     |                                     |
| 1.                                  | 25 octobre 2019                     | Nouvelle-Zélande                    | 26-4                                | Coupe Océanie                       | Remplaçant                          | -                                   | -                                   | -                                   | -                                   |                                     |                                     |
| 2.                                  | 2 novembre 2019                     | Tonga                               | 6-12                                | Coupe Océanie                       | Remplaçant                          | -                                   | -                                   | -                                   | -                                   |                                     |                                     |
| 3.                                  | 14 octobre 2023                     | Samoa                               | 38-12                               | Test-match                          | Pilier                              | 4                                   | 1                                   | -                                   | -                                   |                                     |                                     |
| 4.                                  | 4 novembre 2023                     | Nouvelle-Zélande                    | 0-30                                | Test-match                          | Pilier                              | -                                   | -                                   | -                                   | -                                   |                                     |                                     |

### Détails en club
| 2018 | Brisbane | NRL | 1er tour  | 2  | 2  | - | - | - |      |           |   |   |   |   |   |  |   |   |   |   |   |
| 2019 | Brisbane | NRL | 1er tour  | 21 | 16 | 4 | - | - | 2019 | Vainqueur | 1 | - | - | - | - |  | 2 | - | - | - | - |
| 2020 | Brisbane | NRL | 16e       | 17 | 4  | 1 | - | - | 2020 | Perdant   | 3 | - | - | - | - |  |   |   |   |   |   |
| 2021 | Brisbane | NRL | 14e       | 20 | 4  | 1 | - | - | 2021 | Vainqueur | 3 | - | - | - | - |  |   |   |   |   |   |
| 2022 | Brisbane | NRL | 9e        | 20 | 4  | 1 | - | - | 2022 | Perdant   | 2 | - | - | - | - |  |   |   |   |   |   |
| 2023 | Brisbane | NRL | Finaliste | 23 | 1  | 4 | - | - | 2023 | Perdant   | 2 | - | - | - | - |  | 2 | 4 | 1 | - | - |
| 2024 | Brisbane | NRL | 12e       | 14 | 8  | 2 | - | - | 2024 | Vainqueur | 3 | - | - | - | - |  |   |   |   |   |   |
| 2025 | Brisbane | NRL |           | 4  | 4  | 1 |   |   |      |           |   |   |   |   |   |  |   |   |   |   |   |